# Henry Pering Pellew Crease
Pour les articles homonymes, voir Crease.
Henry Pering Pellew Crease, né le 20 août 1823 et décédé le 27 novembre 1905, est un avocat, un juge et un homme politique britanno-canadien. Il eut une influence importante sur les colonies de Île de Vancouver et de Colombie-Britannique. Il a été le premier procureur général de la colonie de la Colombie-Britannique et juge à la Cour suprême de la Colombie-Britannique pendant 26 ans.

## Biographie
Henry Pering Pellew Crease naît le 20 août 1823 en Cornouailles, fils d'un capitaine de la Royal Navy. Il obtient un baccalauréat ès arts du Clare College, puis, étudie le droit à Middle Temple. Il rejoint le barreau en juin 1849, mais ne pratique pas immédiatement. Il rejoint ses parents dans une entreprise pour construire des canaux au Haut-Canada qui n'a pas connu de succès. Après une courte période en tant qu'avocat en Angleterre, il travaille comme gérant d'une mine d'étain de la compagnie Wheal Vor (en) en Cornouailles. 
Après avoir épousé Sarah Lindley, il retourne au Canada en avril 1858. Le couple aura trois filles : Susan, Mary, et Josephine. Sans travail à Toronto, en décembre, il se rend à Victoria en Colombie-Britannique.
À son arrivée à Victoria, il est admis au barreau des colonies de Île de Vancouver et de Colombie-Britannique, devenant ainsi le premier avocat qualifié pour pratiquer le droit dans les deux juridictions. Par la suite, il est devenu procureur de la Couronne durant le ruée vers l'or (en).
Politiquement, il s'oppose à l'hégémonie de la Compagnie de la Baie d'Hudson sur la colonie. En 1860, il est élu à l'Assemblée législative de l'Île de Vancouver en tant que membre indépendant représentant Victoria. L'année suivante, il est nommé procureur général de la Colombie-Britannique par James Douglas et quitte alors son siège à l'assemblée législative. Lorsque les colonies sont unifiées en 1866, il devient le premier procureur général de la colonie de la Colombie-Britannique unifiée.
En 1870, il est nommé juge à la Cour suprême de la Colombie-Britannique et quitte alors son poste au sein du gouvernement. Il occupe cette fonction jusqu'à sa retraite en janvier 1896. Le 23 janvier 1896, il est fait Knight Bachelor. Il meurt en 1905.